# فيفا فوريفر
فيفا فوريفر هي أغنية لفرقة سبايس جيرلز تم انتاجها في سنة 1997. من ألبوم عالم التوابل. تم تصويرها في يوليو 1997. حققت شهرة واسعة في المملكة المتحدة وأوروبا ونيوزيلندا وأستراليا. تم كتابة الأغنية من قبل مات روي ريتشارد ستاندارد ومات روي وجيري هالويل. تم إخراج كليب الاغنية من قبل ستيف بوكس.